# Balbinos
Balbinos es un municipio brasileño del estado de São Paulo. Se localiza a una latitud 21º53'59" sur y a una longitud 49º21'24" oeste, estando a una altitud de 460 metros. Su población estimada en 2004 era de 1.360 habitantes. Posee un área de 90,9 km². 

## Geografía

### Demografía
Datos del Censo - 2010
Balbinos (SP) tenía cerca de 1.313 habitantes para 3.932. Mostrado crecimiento poblacional de 199,47%, siendo entonces el municipio brasileño con el mayor índice de crecimiento.
Datos del Censo - 2000
Población Total: 1.313
- Urbana: 1.062
- Rural: 251
- Hombres: 676
- Mujeres: 637

Densidad demográfica (hab./km²): 14,44
Mortalidad infantil hasta 1 año (por mil): 16,67
Expectativa de vida (años): 70,79
Tasa de fertilidad (hijos por mujer): 2,31
Tasa de Alfabetización: 89,07%
Índice de Desarrollo Humano (IDH-M): 0,761
- IDH-M Salario: 0,666
- IDH-M Longevidad: 0,763
- IDH-M Educación: 0,854

(Fuente: IPEAFecha)

### Hidrografía
- Río Dourado
- Río Batalla

### Carreteras
- SP-331
- SP-300

## Religión
El Cristianismo está presente en la ciudad de la siguiente manera:

### Iglesia Católica
La iglesia católica del municipio forma parte de la Diócesis de Lins.

### Iglesia Protestante
En la ciudad están presentes las más diversas creencias evangélicas, principalmente pentecostales, incluidas las Asambleas de Dios de Brasil (la iglesia evangélica más grande del país), Congregación Cristiana, entre otras. Estas denominaciones están creciendo cada vez más en todo Brasil.